# Tridactylus australicus
Tridactylus australicus is een rechtvleugelig insect uit de familie Tridactylidae. De wetenschappelijke naam van deze soort is voor het eerst geldig gepubliceerd in 1913 door Mjoberg.